# Contrarimesus franklinae
Contrarimesus franklinae är en kräftdjursart som först beskrevs av Kelly L. Merrin och Gary C.B. Poore 2003.  Contrarimesus franklinae ingår i släktet Contrarimesus och familjen Ischnomesidae. Inga underarter finns listade i Catalogue of Life.